# Pinetop-Lakeside
Pinetop-Lakeside es un pueblo ubicado en el condado de Navajo en el estado estadounidense de Arizona. En el Censo de 2010 tenía una población de 4282 habitantes y una densidad poblacional de 145,43 personas por km².

## Geografía
Pinetop-Lakeside se encuentra ubicado en las coordenadas 34°9′5″N 109°58′3″O / 34.15139, -109.96750. Según la Oficina del Censo de los Estados Unidos, Pinetop-Lakeside tiene una superficie total de 29.44 km², de la cual 29.25 km² corresponden a tierra firme y (0.65%) 0.19 km² es agua.

## Demografía
Según el censo de 2010, había 4.282 personas residiendo en Pinetop-Lakeside. La densidad de población era de 145,43 hab./km². De los 4.282 habitantes, Pinetop-Lakeside estaba compuesto por el 89.07% blancos, el 0.58% eran afroamericanos, el 3.41% eran amerindios, el 0.77% eran asiáticos, el 0% eran isleños del Pacífico, el 3.95% eran de otras razas y el 2.22% pertenecían a dos o más razas. Del total de la población el 14.43% eran hispanos o latinos de cualquier raza.